# جوزيه باسكواليتي
جوزيه باسكواليتي (بالفرنسية: José Pasqualetti)‏ (27 سبتمبر 1956 في باستيا) لاعب كرة قدم فرنسي معتزل كان يجيد اللعب في خط الوسط . حاليا مدرب من دون عقد بعدما تم عزله من تدريب نادي أجاكسيو في فبراير 2009 .

## روابط خارجية
- جوزيه باسكواليتي على موقع قاعدة بيانات كرة القدم.إي يو (الإنجليزية)
- جوزيه باسكواليتي على موقع عالم كرة القدم.نت (الإنجليزية)